# Неафокейски влажни зони
Неафокейските влажни зони (на гръцки: Υγρότοποι Νέας Φώκαιας) е хидробиотоп на полуостров Касандра, Северна Гърция.

## Местоположение
Защитената зона се намира на северозападния бряг на полуостров Касандра, на север от курорта Сани.

## Описание
Състои се от двете важни крайбрежни блата Ставроникита и Герани, както и Месониси – крайбрежна борова гора между морето и блатата, като същевременно включва пясъчни дюни, тръстикови масиви, храсти и други. Двете блата са важна регионална влажна зона на Северна Гърция. Тук на квадратен метър се наблюдава най-високата концентрация на птиче биоразнообразие в страната – регистрирани са 230 вида птици, половината от видовете, срещащи се в страната. Сред останалите в района се размножават осем вида водолюбиви птици – голям брой за размера и площта си – като най-важните са белооката потапница (световно застрашен вид), кафявоглавата потапница, белиятангъч, лиската и зеленоглавата патица, както и като чапли, лопатарка и речна рибарка. Тук е една от най-големите колонии на кокилобегачи в Гърция.

## История
В 1972 година с цел да се даде възможност за селскостопанска обработка на района от Касандрийския затвор са изградени две помпени станции, едната от северозападната крайбрежна страна на блатото Герани, а другата в блатото Ставроникита. Районът обаче не успява да бъде отводнен и Ставроникитското блато, въпреки извършените работи, периодично събира вода. Помпените станции са изоставени, блатото Ставроникита започва да се наводнява през цялата година и постепенно развива буйна растителност (особено тръстика и ракитовица), като в същото време се увеличава биоразнообразието при насекомите и земноводните, което привлича голямо разнообразие от птици.
Неафокейските влажни зони са включени в „Натура 2000“ (1270013).